# Petteri Korkala
Petteri Korkala (Espoo, 19 december 1966) is een voormalige Finse voetbalkeeper.

## Clubcarrière
De Finse jeugdinternational, die een Nederlandse verloofde had, ging eind 1986 in Nederland op zoek naar een profclub. Na enkele proeftrainingen bij FC Wageningen en FC Utrecht dwong hij in maart 1987 een contract af bij Roda JC dat hem direct voor de rest van het seizoen verhuurde aan eerstedivisionist Telstar waar hij in 3 competitieduels in actie kwam. Na zijn terugkeer bij de Kerkraadse eredivisionist moest hij vervolgens genoegen nemen met een rol als derde keus achter Jan Nederburgh en Jos Smits. Korkala werd in het seizoen 1987-88 opnieuw uitgeleend, ditmaal aan VVV dat op zoek was naar een vervanger voor de langdurig geblesseerde reservedoelman Rik Laurs. VVV's eerste doelman John Roox daarentegen bleef het hele jaar vrij van blessures en schorsingen, waardoor Korkala ook in Venlo geen speeltijd was gegund.
In de zomer van 1988 liep zijn contract bij Roda JC af. Korkala verkaste naar Alemannia Aachen waar hij zich eveneens moest schikken in een reserverol. In vier seizoenen kwam hij daar uiteindelijk tot 13 competitiewedstrijden.

## Statistieken
| Seizoen | Club             | Land      | Competitie         | Duels | Goals |
| ------- | ---------------- | --------- | ------------------ | ----- | ----- |
| 1986/87 | Roda JC          | Nederland | Eredivisie         | 0     | 0     |
| 1986/87 | → Telstar        | Nederland | Eerste divisie     | 3     | 0     |
| 1987/88 | Roda JC          | Nederland | Eredivisie         | 0     | 0     |
| 1987/88 | → VVV            | Nederland | Eredivisie         | 0     | 0     |
| 1988/89 | Alemannia Aachen | Duitsland | 2. Bundesliga      | 4     | 0     |
| 1989/90 | Alemannia Aachen | Duitsland | 2. Bundesliga      | 1     | 0     |
| 1990/91 | Alemannia Aachen | Duitsland | Oberliga Nordrhein | 0     | 0     |
| 1991/92 | Alemannia Aachen | Duitsland | Oberliga Nordrhein | 8     | 0     |
| Totaal  | Totaal           | Totaal    | Totaal             | 16    | 0     |